# Oereki
Oereki (Georgisch: ურეკი) is een 'nederzetting met stedelijk karakter' en badplaats in het zuidwesten van Georgië met 1.566 inwoners (2024). De plaats ligt aan de Zwarte Zee, in de gemeente Ozoergeti van de regio (mchare) Goeria. Het ligt 30 kilometer ten noordwesten van de regiohoofdstad en het gemeentelijk centrum Ozoergeti, 20 kilometer ten zuiden van havenstad Poti, 50 kilometer ten noorden van Batoemi en 320 kilometer ten westen van hoofdstad Tbilisi.

## Geschiedenis
Voorheen was het gebied van Oereki bedekt met ondoordringbaar bos, zo dicht dat het onmogelijk was om in te jagen, vertelt de overlevering. De naam Oereki was hierop geïnspireerd: het betekent in het Georgisch 'diep bos'. Rond 1928 werd begonnen met het ontginnen van het gebied. Er werden citrusbomen geplant en de vier tot vijf meter hoge duinen van zwart zand langs de kust werden afgegraven vanwege het magnetiet. Van de duinen is niets meer over doordat het magnetiet werd gebruikt voor de metallurgische industrie.

### Kuuroord en badplaats
Door de activiteiten met het zand kwam men erachter dat het gebied ook gezondheidskwaliteiten bezat, met name voor de fysiotherapie. Oereki werd vervolgens ook als badplaats en kuuroord ontwikkeld en in 1971 werd het erkend als kuuroord. In 1953 was het al gepromoveerd naar een 'nederzetting met stedelijk karakter' (დაბა, daba).
De klimaateigenschappen zijn geschikt gebleken voor de behandeling van verschillende aandoeningen, wat tezamen met het gezonde zand resulteerde in de vestiging van kuuroorden in de plaats. Het klimaat is er met een luchtvochtigheid van 78% vochtig en subtropisch met een gemiddelde van ruim 1800 zonuren per jaar. De gemiddelde jaartemperatuur is 14,5 graden met zachte sneeuwloze winters (5,8 graden in januari) en hete zomers (gemiddelde dagtemperatuur 22,6 graden in juli).
In tegenstelling tot de meeste stranden aan de Georgische Zwarte Zeekust, die meestal uit kiezels bestaan, heeft Oereki een strand van zwart zand van zeer zachte, bijna fluwelen kwaliteit met magnetische eigenschappen. Negen kilometer ten zuiden van Oereki staat sinds 2016 bij het dorp Sjekvetili de Black Sea Arena, de grootste open concertzaal van de Zuidelijke Kaukasus.

## Demografie
Per 1 januari 2024 had Oereki 1.566 inwoners, een groei van 31% ten opzichte van de volkstelling van 2014. De herontwikkeling van toerisme en faciliteiten in Oereki en omgeving draagt bij aan een gestage groei sinds een dip in het aantal inwoners. Oereki bestond volgens de volkstelling van 2014 vrijwel geheel uit etnisch Georgiërs (94,9), waarbij de overige 5% voornamelijk bestaat uit Russen (2,7%) en Armeniërs (1%).
| Aantal                                 | 1.736 | 1.249 | 1.486 | 1.758 | 1.422 | 1.166 | 1.466 | 1.566 |
| Verantwoording data: Steden en daba's. |       |       |       |       |       |       |       |       |

## Vervoer
Oereki ligt aan de Georgische internationale hoofdweg S2 (E70), de belangrijkste verbinding van hoofdstad Tbilisi met Batoemi en Turkije. De Tbilisi - Batoemi / Ozoergeti spoorlijn heeft een halte bij Oereki.